# Kazuyuki Sogabe
Kazuyuki Sogabe (ソガベ 和恭 Sogabe Kazuyuki?, anteriormente 曽我部 和行, 16 de abril de 1948 - 17 de septiembre de 2006) fue un seiyū nacido en la Prefectura de Chiba. Sogabe se retiró de la actuación y el doblaje el 31 de diciembre del 2000 cuando el sintió debilidad en su propia voz. Después de su retiro, muchos de sus papeles les fueron transferidos a los actores Tetsu Inada y Ryōtarō Okiayu. Sogabe falleció el 17 de septiembre de 2006 alrededor de las 8 PM de cáncer de esófago, el cual se le había diagnosticado con anteriodad hace dos semanas. Tenía 58 años de edad.

## Trabajos

### Animación para Televisión
- Ai no Wakakusa Monogatari (Anthony)
- Anne of Green Gables (Ministro Alan)
- Attacker You! (Shingo Mitamura)
- Anmitsu Hime (Kuni)
- Mobile Suit Gundam (Gene, Comandante Wakkein)
- Crayon Shin-chan (James)
- Dokaben (Anunciador)
- Aura Battler Dunbine (Bishot Hate)
- Sailor Moon (Kunzite)
- Saint Seiya (Saga de Géminis (lado malvado) ) y (Kanon de Géminis)
- Fang of the Sun Dougram (J. Locke)
- Turn A Gundam (Miran Rex)
- Chibi Maruko-chan (Yamazaki)
- Voltes V (Ippei Mine)
- Daimos (Kyoushirou Yuuzuki)
- Dragon Ball Z (Kaioshin del Sur)
- Dragon Ball GT (Lezick, Doctor Myū)
- 3000 Leagues in Search of Mother (Tonio Rossi)
- Fist of the North Star (Hyūi)
- The King of Braves GaoGaiGar (Minoru Inubōzaki)
- YuYu Hakusho (Gama, Suzuki)
- Lost Universe (Gorunova)
- One Piece (Ben Beckman)

### OVA
- Vampire Hunter D (Rei Ginsei)
- Legend of the Galactic Heroes (Christian)
- Bubblegum Crisis (Largo)

### Cine
- La leyenda de los jóvenes escarlata (Saga de Géminis)
- Royal Space Force: The Wings of Honneamise (Marty)
- Crusher Joe (Kirī)
- Mobile Suit Gundam (Comandante Wakkein)
- Mobile Suit Gundam: Char's Counterattack (Lyle)
- Cyborg 009 (película de 1980) (Cyborg 008)
- Kyokugen Battle!! San Dai Super Saiyajin (Androide 13)

### Videojuegos
- Serie de Super Robot Wars (Gene, Bishot Hate)
- Metal Gear Solid (Psycho Mantis)